# Hezekiah Oshutapik
Hezakiah Oshutapik, né vers 1957 à Pangnirtung dans le Nunavut où il est mort le 17 avril 2020, est un homme politique canadien, il est élu député qui représente la circonscription de Pangnirtung à l'Assemblée législative du Nunavut lors de l'élection partielle du lundi 12 septembre 2011.
Précédemment, Hezekiah Oshutapik a été maire de Pangnirtung à plusieurs reprises.